# Brandt-Berg
Der Brandt-Berg ist ein 1540 m hoher Nunatak im ostantarktischen Königin-Maud-Land. Er ist die nördlichste Erhebung des Gebirgszugs Rømlingane in der Sverdrupfjella.
Benannt wurde er bei der Deutschen Antarktischen Expedition 1938/39 unter der Leitung des Polarforschers Alfred Ritscher. Namensgeber ist Emil Brandt (* 1900), Matrose an Bord des Expeditionsschiffs Schwabenland.